# Haley Peters
Pour les articles homonymes, voir Peters.
Haley Peters, née le 17 septembre 1992 à Summit (New Jersey), est une joueuse américaine de basket-ball.

## Biographie
Elle passe trois années à la high school de Marietta puis conclut son cursus à Norcross.
Elle a une carrière réussie avec Duke où elle capte 826 rebonds, soit le sixième total historique d'une Blue Devil, et 1 367 points (16e rang) ainsi que trois qualifications pour l'Elite Eight dans le tournoi final NCAA. Freshman, elle dispute les 36 rencontre de la saison, débutant 9 fois dans le cinq majeur et obtenant une sélection dans l'All-ACC Academic Team. En sophomore, ses statistiques en 33 titularisations sont de 10,8 points avec 51,2 % d'adresse, 5,6 rebonds, 1,3 passe décisive et 1,3 interception par rencontre et une sélection de le troisième cinq de l'ACC. Ennjuinior, elle est cette fois dans le second meilleur cinq de la Conférence avec 12,2 points, 7,6 rebonds, 1,9 passe décisive et 1,1 interception et une nouvelle fois dans l'All-ACC Academic Team. En senior, elle est l'un des six finalistes du Senior CLASS Award (remporté par Stefanie Dolson) étant une nouvelle fois retenue dans l'All-ACC Academic Team. Si elle manque quatre rencontres sur blessure, elle débute les 31 autres pour 11,2 points, 7,6 rebonds, 1,7 passe décisive et 1,3 interception.
Coéquipière de la française Allison Vernerey et de l'américaine Elizabeth Williams, elle a un jeu très polyvalente : elle peut jouer arrière comme ailière des postes 2 à 4. Elle est l'une des deux seules joueuses du programme à avoir intégré quatre fois l'All-ACC Academic Team, le meilleur cinq académique de la cette conférence réputée de haut niveau universitaire.
Non retenue lors de la draft WNBA 2014, elle rejoint l'Espagne pour trois ans d'abord à Universitario de Ferrol en 2014-2015 pour 15,8 points et 6,2 rebonds en 33,5 minutes par rencontre puis l'année suivante à CB Conquero pour 15,5 points et 4,7 rebonds en 27,7 minuteset enfin pour Girona avec 14,8 points et 5,0 rebonds en championnat et 13,1 points et 5,3 rebonds en Eurocoupe.
Retenue dans le camp des Stars de San Antonio, la rookie se distingue le 28 mai 2016 avec 16 points, tous inscrits dans le dernier quart temps pour donner la victoire aux siennes face au Sky de Chicago.
En 2017-2018, elle joue en Europe pour Lyon ASVEL (15 points, 5,8 rebonds et 2,6 passes décisives pour 14,4 d'évaluation) puis signe la saison suivante pour les Flammes Carolo où elle doit remplacer Clarissa dos Santos qui s'engage elle pour Lyon.
Après une saison LFB 2020-2021 réussie à Villeneuve-d'Ascq ((11,5 points à 25% de réussite à 3-points et 5,9 rebonds pour 9,3 d'évaluation en 29 minutes), elle s'engage pour la saison suivante pour un quatrième club français, Lattes Montpellier.

## Palmarès
- Championne de l'ACC (2011)
- Championne du Mexique 2023
- Eurocoupe féminine de basket-ball 2024-2025

## Distinctions personnelles
- All-ACC Academic Team (2011, 2012, 2013, 2014[7])
- Second meilleur cinq de l'ACC (2013)
- Troisième meilleur cinq de l'ACC (2012)
- Cinq Majeur LFB : saison 2018-2019[12]
- First Pick All Star LFB : saison 2024-2025

## Clubs
- 2010-2014 :  Blue Devils de Duke
- 2014-2015 :  Universitario de Ferrol
- 2015-2016 :  CB Conquero
- 2017-2018 :  Lyon ASVEL féminin
- 2018-2019 :  Flammes Carolo basket
- 2019-2020 :  Hatay
- 2020-2021 :  Villeneuve-d'Ascq
- 2021-2023 :  Lattes Montpellier
- 2023 :  Adelitas de Chihuahua

WNBA
- 2016-2017 :  Stars de San Antonio
- 2017 :  Mystics de Washington
- 2019 :  Dream d'Atlanta
- 2024 :  Sun du Connecticut